# Johann David Wyss
Johann David Wyss (* 28. Mai 1743 in Bern; † 11. Januar 1818 ebenda) war ein Schweizer reformierter Pfarrer und Schriftsteller.

## Leben und Wirken
Johann David Wyss war Sohn eines hohen Offiziers und studierte Theologie und Philosophie an der Hohen Schule und der Lausanner Akademie. Ab 1766 war er Feldprediger bei einem Berner Regiment im Ausland. 1775 wurde er Pfarrer in Seedorf und zwei Jahre später am Berner Münster. 1803 zog er sich auf sein Landgut nach Köniz zurück und widmete sich dort vor allem seiner Obst- und Bienenzucht.

### «Der Schweizerische Robinson»
Grosse Bekanntheit erlangte er für sein Buch Der Schweizerische Robinson nach dem Vorbild des Robinson Crusoe von Daniel Defoe. Er hatte es in den Jahren 1794 bis 1798 für seine Kinder niedergeschrieben und beabsichtigte dabei keine Publikation. Dazu kam es erst, als sich sein Sohn Johann Rudolf Wyss 1812 zu einer Bearbeitung des Buches entschloss. Es wurde ein Bestseller und ist bis heute das in die meisten Sprachen übersetzte Buch aus der Schweiz.
Auf der Grundlage des Schweizerischen Robinson soll Frederick Marryat eine eigene Robinsonade Masterman Ready, or the Wreck of the Pacific angelegt haben, die ihrerseits wieder als eingedeutschte Fassung Sigismund Rüstig 1841 im deutschsprachigen Raum zur seinerzeit beliebtesten Abenteuergeschichte für Jugendliche wurde.
Jules Verne veröffentlichte 1900 auf der Grundlage des Romans Der Schweizerische Robinson von Wyss als Fortsetzung den Roman Das zweite Vaterland. Ausserdem liess sich Verne von diesem Buch zu dem Roman Onkel Robinson, einem unvollendeten Roman aus der Zeit von 1869 bis 1870, und zu seinem Roman Die Schule der Robinsons aus dem Jahr 1882 inspirieren.